# 铜山街道
铜山街道是中华人民共和国江苏省徐州市铜山区下辖的一个街道办事处。
2013年8月6日，江苏省人民政府批复同意撤销铜山镇，将原铜山镇焦山、同昌、学苑、文沃、樵村、无名山6个居委会区域和桥上村委会区域与汉王镇望城、葛楼、汉沟3个村委会区域合并设立铜山街道办事处，街道办事处驻北京北路21号。

## 行政区划
铜山街道下辖以下村级行政区划单位：
同昌社区、无名山社区、学苑社区、文沃社区、樵村社区、焦山社区、桥上村、汉沟村、葛楼村和望城村。